# Netvořice
Netvořice település Csehországban, a Benešovi járásban. Netvořice Chrášťany, Vysoký Újezd, Lešany, Neveklov, Rabyně, Krňany, Chářovice és Chleby településekkel határos. Lakosainak száma 1183 fő (2024. január 1.).

## Népesség
A település lakosságának változását az alábbi diagram mutatja:
| Lakosok száma | 1400 | 1320 | 1164 | 875  | 934  | 1064 | 1113 | 1132 | 1163 | 1183 |
|               | 1869 | 1890 | 1921 | 1950 | 1980 | 2001 | 2017 | 2019 | 2022 | 2024 |